# 大道寺忠七
大道寺 忠七（だいどうじ ちゅうしち、1865年8月19日（慶応元年6月28日） - 1905年（明治38年）3月2日）は、日本の政治家、衆議院議員（2期）。

## 経歴

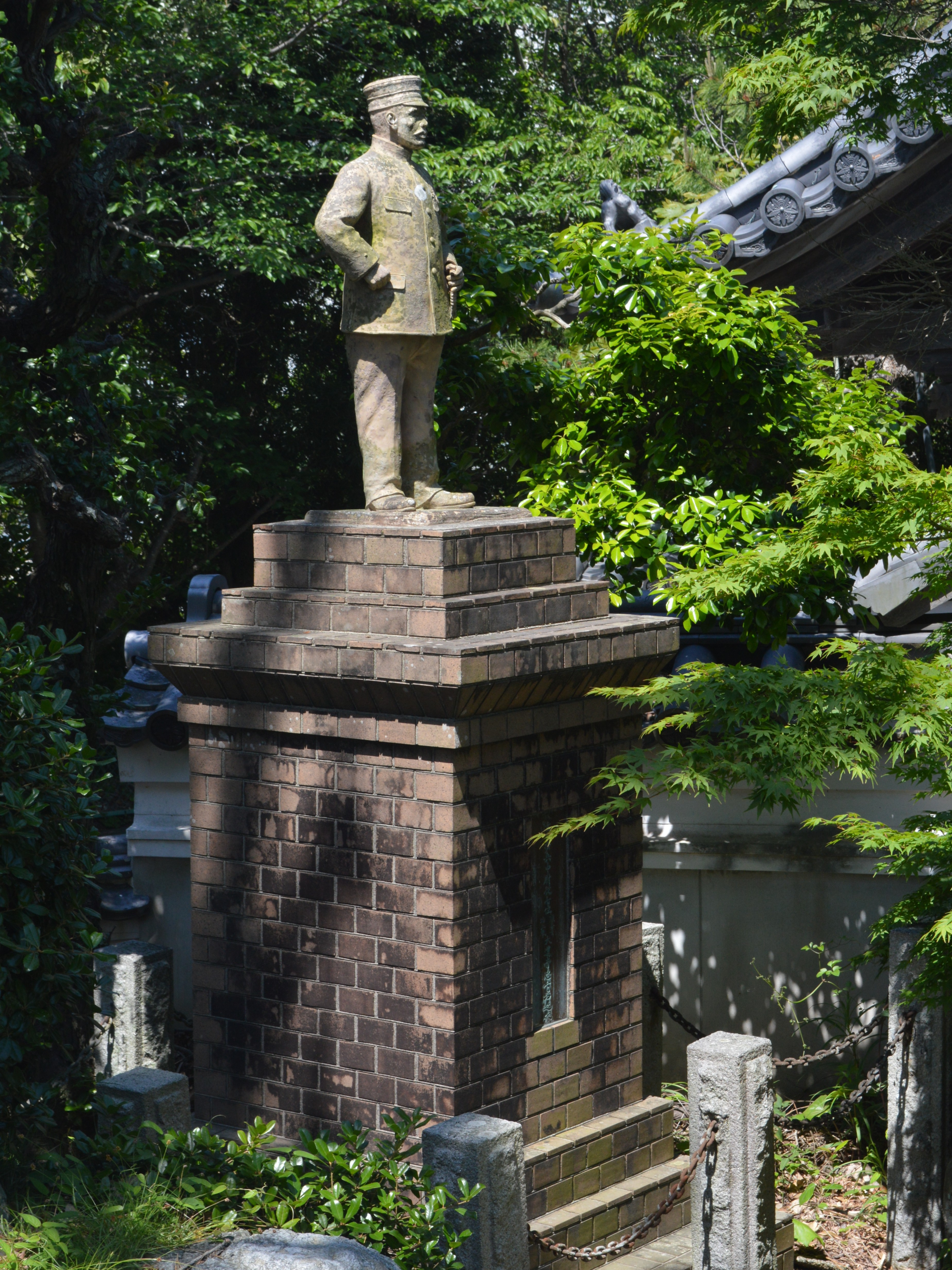
「大道寺忠七君之像」（西岸寺）

愛知県名古屋市に生まれた。大道寺氏は後北条氏家臣の系譜である。和合義塾と成美黌で学んだ。
陸軍に入り、歩兵中尉に進んだ。知多郡内海町会議員、内海町長、愛知県会議員となった。株式会社内海貯蓄銀行頭取、知多商業会議所員なども歴任した。

### 衆議院議員
1902年（明治35年）の第7回衆議院議員総選挙において愛知県郡部から壬寅会公認で立候補して初当選した。1903年（明治36年）の第8回衆議院議員総選挙では中正倶楽部から立候補して再選。衆議院議員を2期務め、1904年（明治37年）の第9回衆議院議員総選挙では無所属で立候補して落選した。

### 日露戦争での戦死
1904年（明治37年）の日露戦争では内田佐七とともに陸軍歩兵少尉として出征した。1905年（明治38年）の奉天会戦で戦死し、従七位歩兵陸軍中尉に叙せられた。南知多町内海の西岸寺には「大道寺忠七君之像」（故陸軍歩兵中尉従七位勲五等功五級大道寺忠七君之像）がある。